# Milkha Singh
Pour les articles homonymes, voir Singh.
Milkha Singh (né le 20 novembre 1929 à Govindpura (en) dans le Raj britannique et mort le 18 juin 2021 à Chandigarh en Inde) est un athlète indien, spécialiste du 200 m et du 400 m. Il remporte un titre sur 400 mètres lors des Jeux de l'Empire britannique et du Commonwealth de 1958. Il décroche également 4 titres lors des Jeux asiatiques. Singh a notamment représenté son pays aux Jeux olympiques de Melbourne, de Rome et de Tokyo. Singh est devenu une icône du sport dans son pays. En 2008, le journaliste Rohit Brijnath le décrit comme "le meilleur athlète que l'Inde ait jamais produit". Il meurt des complications du Covid-19 le 18 juin 2021 à l'âge de 91 ans cinq jours après son épouse, Nirmal Saini (en), morte pour les mêmes raisons ,.

## Biographie

### Enfance et origines
Milkha Singh naît le 20 novembre 1929 au sein d'une famille Rajput sikh. Il naquit à Govindpura, un village situé à 10 kilomètres de la ville de Muzaffargarh situé dans la province du Pendjab, en Inde britannique (actuellement le district de Muzaffargarh, au Pakistan). Ses parents donnent naissance à 15 enfants dont huit trouvèrent la mort avant les violences liés la partition des Indes en 1947. Il devient orphelin lors de la partition lorsqu'il assiste aux meurtres de ses parents, d'un de ses frères et de deux de ses sœurs, tués dans les violences qui opposent les hindouistes aux musulmans,,,.
Il échappe aux troubles du Pendjab, où les meurtres d'hindous et de sikhs se poursuivaient, en s'installant à Delhi, en Inde, en 1947. Il vit quelque temps dans un camp de réfugiés près du Purana Qila, puis dans une colonie de réinstallation à Shahdara. Particulièrement traumatisé et déraciné par les évènements, il envisage d'intégrer un groupe de dacoïts (groupe de brigands). Malkhan, l'un de ses frères, le persuade cependant de tenter sa chance au sein de l'armée indienne. Il parvient à intégrer l'institution lors de sa quatrième tentative, en 1951. C'est dans les rangs de l'armée qu'il est initié à la pratique de l'athlétisme. Remarqué pour ses capacités d'endurance naturelles, il est sélectionné pour subir un entraînement spécial orienté sur la pratique de la course à pied,. Revenu sur cette période plus tard dans sa vie, Singh reconnait le rôle essentiel qu'a joué l'armée dans sa carrière sportive, soulignant qu'avant d'intégrer l'institution il "[Je] ne savais pas ce qu'était la course à pied ou les Jeux olympiques",.

### Carrière sportive
Milkha Singh se tourne alors vers la pratique du sprint. Il est sélectionné pour représenter l'Inde aux Jeux olympiques de Melbourne en 1956. Engagé sur le 200 m et le 400 m, il ne parvient pas à franchir le stade des séries. Il croise cependant la route de Charles Jenkins, le futur champion olympique du 400 m, qui lui donne des conseils afin d'améliorer son entraînement.
L'année 1958 constitue un tournant dans sa carrière. Outre le doublé 200 m - 400 m réalisé lors des Jeux nationaux d'Inde (en), il est sélectionné pour participer aux Jeux asiatiques se déroulant à Tokyo et aux Jeux de l'Empire britannique et du Commonwealth à Cardiff. Au Japon, il remporte largement le 400 m en parcourant la distance en 47 s, reléguant son dauphin, le philippin Pablo Somblingo (en) à plus d'une seconde. Il s'adjuge également le 200 m en égalant le record de la compétition en 21 s 6. A Cardiff, il remporte le 440 yards dans le temps de 46 secondes. Il devient ainsi le premier médaillé d'or de l'Inde indépendante aux Jeux du Commonwealth. Avant que Vikas Gowda ne remporte la médaille d'or du concours du lancer du disque des Jeux de 2014, Milkha était le seul homme indien à avoir remporté une médaille d'or individuelle en athlétisme aux Jeux du Commonwealth.
En 1960, après avoir été convaincu par Jawaharlal Nehru, il affronte dans une rencontre le sprinteur pakistanais Abdul Khaliq (en) au Pakistan, rencontre duquel il sort vainqueur. Muhammad Ayub Khan, Général en chef de l'armée pakistanaise, qui assista à la rencontre, fut impressionné par la vélocité de Singh et le surnomma alors le Sikh volant (The Flying Sikh) . Le 10 août, il court en 45 s 8 lors d'une compétition à Fontainebleau, à 6 dixièmes du record du monde de Lou Jones,. Quand l'olympiade de Rome débute, il est considéré comme l'un des favoris à la victoire finale sur 400 mètres. Qualifié en finale, il échoue de peu à monter sur le podium. Crédité d'un temps de 45 s 6, il est départagé au dixième avec le sud-africain Malcolm Spence dans une course où les deux premiers, Otis Davis et Carl Kaufmann deviennent les premiers hommes à courir le 400 mètres sous les 45 secondes,. Des années plus tard, Singh déclarera que cette course fut "son pire souvenir" en athlétisme. L'intégralité des coureurs de cette finale égala ou battit l'ancien record olympique de la discipline de 45 s 9, établi en 1952 par George Rhoden et Herb McKenley,. Le périodique The Age résume parfaitement la situation en citant, en 2006, que "Milkha Singh est le seul Indien à avoir battu un record olympique. Malheureusement, il était le quatrième homme à le faire dans la même course". Le temps de 45 s 6, établit par Singh lors de cette finale fut le record d'Inde de la discipline pendant 38 ans, jusqu'à ce que Paramjeet Singh l'améliore en 1998. Le record d'Inde du 400 mètres est détenu depuis 2019 par Mohammad Anas avec le temps de 45 s 21. 
L'année 1962 fut sa dernière saison faste. Lors des Jeux asiatiques, organisés à Jakarta, Singh décroche aisément l'or sur le 400 m et double la mise en remportant le relais 4 × 400 mètres avec le collectif indien. 
En 1964, il est sélectionné pour participer à sa troisième olympiade. Engagé sur le 400 m, le relais 4 × 100 mètres et le relais 4 × 400 mètres, il déclare forfait pour le 400 mètres et ne peut courir le 4 × 100 mètres en raison de l'élimination de ses coéquipiers en séries. Avec le collectif du 4 × 400 mètres, il est éliminé au stade des séries, échouant à la première place non-qualificative pour la finale.

### Vie professionnelle et retraite sportive
Au sein de l'armée indienne, Singh fut promu du rang de cipaye (simple soldat) à celui d'officier subalterne en récompense de ses succès obtenus sur la piste. Après l'armée, il est ensuite devenu directeur des sports au ministère de l'Éducation du Pendjab, poste dont il prit la retraite en 1998.
Singh a reçu le Padma Shri, le quatrième prix civil de l'Inde, après ses premières victoires aux Jeux asiatiques. En 2001, il refuse de recevoir le prix Arjuna (en) (la deuxième plus haute récompense sportive d'Inde) de la part du gouvernement indien, arguant que ce prix est destiné à reconnaître les mérites des jeunes sportifs prometteurs et non de ceux ayant réussi une carrière aboutie,.
Toutes les médailles remportées par Milkha Singh furent données à l'État indien. Elles furent exposées au Jawaharlal Nehru Stadium de New Delhi et puis furent transférées dans un musée consacré au sport à Patiala, où une paire de chaussures de course qu'il portait à Rome est également exposée. En 2012, Singh fait don des chaussures Adidas qu'il avait portées lors de la finale du 400 m de 1960, pour être vendues lors d'une vente aux enchères caritative organisée par l'acteur Rahul Bose.

### Vie privée et décès
En 1955, Milkha Singh rencontre à Ceylan Nirmal Saini, ancienne capitaine de l'équipe féminine indienne de volley-ball. Ils se marient en 1962 et ont trois filles et un fils, le golfeur Jeev Milkha Singh (en). En 1999, ils adoptent le fils de sept ans de Havildar Bikram Singh, soldat mort à la bataille de Tiger Hill (en).
Le 24 mai 2021, Singh est admis à l'unité de soins intensifs de l'hôpital Fortis de Mohali en raison d'une pneumonie causée par le virus de la covid-19. Si son état est qualifié de stable dans un premier temps, les complications dues à la maladie entraînent sa mort le 18 juin 2021 à 23h30 à Chandigarh. Son épouse, Nirmal Saini, était morte quelques jours plus tôt, le 13 juin 2021, pour les mêmes raisons.

## Impact dans les médias et la culture populaire
Singh et sa fille, Sonia Sanwalka, coécrivent son autobiographie, intitulée The Race of My Life (en). Le livre est publié en 2013. Cette œuvre a inspiré Bhaag Milkha Bhaag, un film biographique sorti en 2013 et retraçant les principaux évènements de la vie de Singh,. Le film est réalisé par Rakeysh Omprakash Mehra et met en vedette Farhan Akhtar dans le rôle-titre, avec Sonam Kapoor, Meesha Shafi (en) et Divya Dutta. Le film a été largement acclamé en Inde et a remporté plusieurs prix, dont le National Film Award du meilleur film populaire aux National Film Awards. Singh avait vendu les droits du film pour une roupie symbolique mais avait inséré une clause dans le contrat stipulant qu'une part des bénéfices du film serait versée au Milkha Singh Charitable Trust, association fondée en 2003 dans le but d'aider les sportifs pauvres et nécessiteux.
En septembre 2017, une statue de cire de Singh - créée par les sculpteurs de Madame Tussauds à Londres - a été dévoilée à Chandigarh. Cette statue représente Singh lors de sa course victorieuse aux Jeux du Commonwealth. La statue a été placée au musée Madame Tussauds de New Delhi, en Inde. Enfin, après avoir remporté la première médaille d'or en athlétisme de l'histoire de l'Inde aux Jeux olympiques de 2020, Neeraj Chopra a dédié sa victoire à Singh.

## Palmarès
| Date | Compétition                                     | Lieu      | Résultat | Épreuve   | Marque       |
| ---- | ----------------------------------------------- | --------- | -------- | --------- | ------------ |
| 1956 | Jeux olympiques                                 | Melbourne | Séries   | 200 m     | 22 s 47      |
| 1956 | Jeux olympiques                                 | Melbourne | Séries   | 400 m     | 48 s 9       |
| 1958 | Jeux asiatiques                                 | Tokyo     | 1er      | 200 m     | 21 s 6       |
| 1958 | Jeux asiatiques                                 | Tokyo     | 1er      | 400 m     | 47 s 0       |
| 1958 | Jeux de l'Empire britannique et du Commonwealth | Cardiff   | 1er      | 440 yards | 46 s 6       |
| 1960 | Jeux olympiques                                 | Rome      | 4e       | 400 m     | 45 s 6       |
| 1962 | Jeux asiatiques                                 | Jakarta   | 1er      | 400 m     | 46 s 9       |
| 1962 | Jeux asiatiques                                 | Jakarta   | 1er      | 4×400 m   | 3 min 10 s 2 |
| 1964 | Jeux olympiques                                 | Tokyo     | Séries   | 4×400 m   | 3 min 8 s 8  |

## Records
| Épreuve    | Marque | Lieu   | Date             |
| ---------- | ------ | ------ | ---------------- |
| 200 mètres | 20 s 7 | Lahore | 31 janvier 1960  |
| 400 mètres | 45 s 6 | Rome   | 6 septembre 1960 |

## Honneurs et distinctions
- Récipiendaire de la Padma Shri